# Heinrich Minckwitz

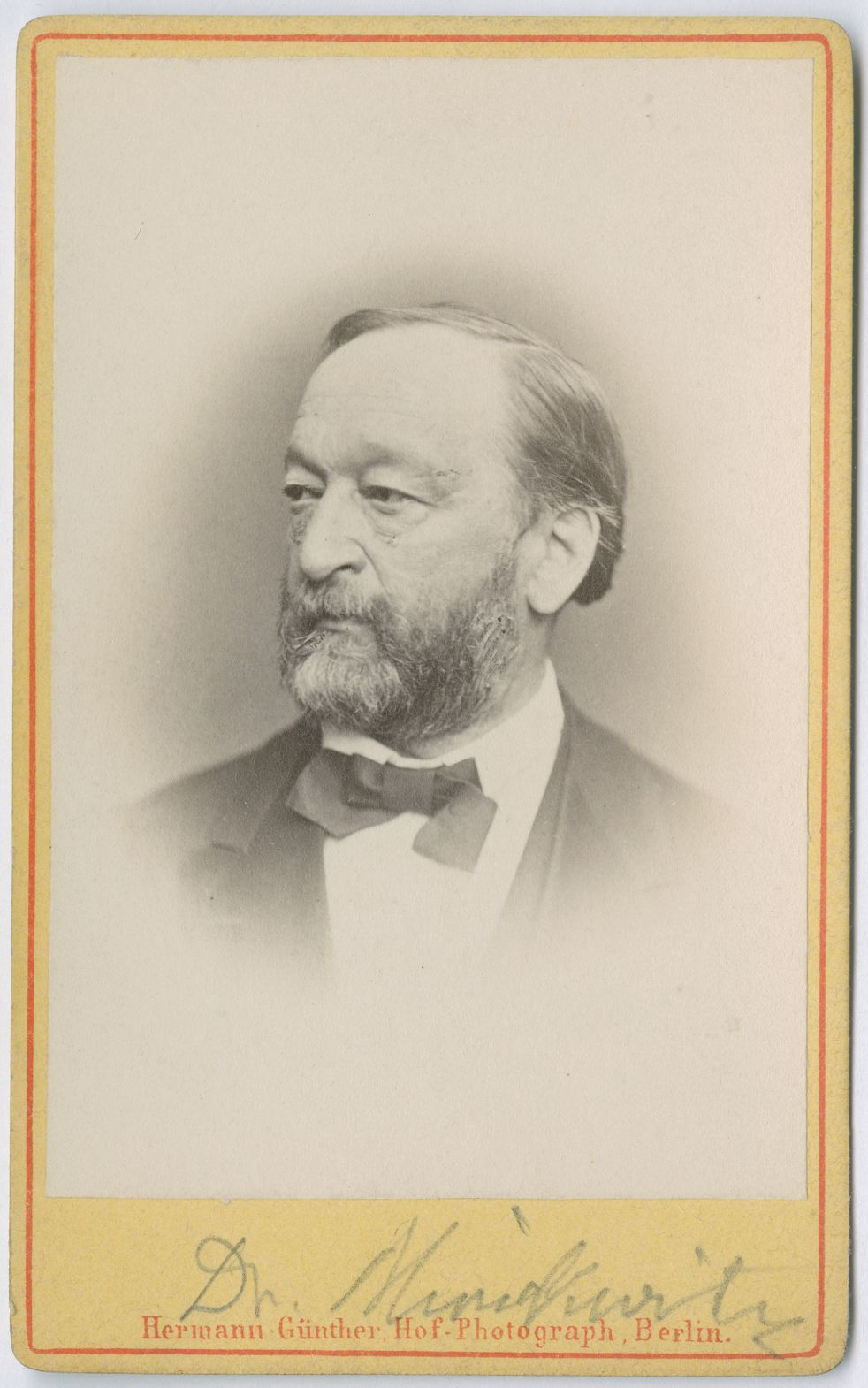
Heinrich Eduard Minckwitz

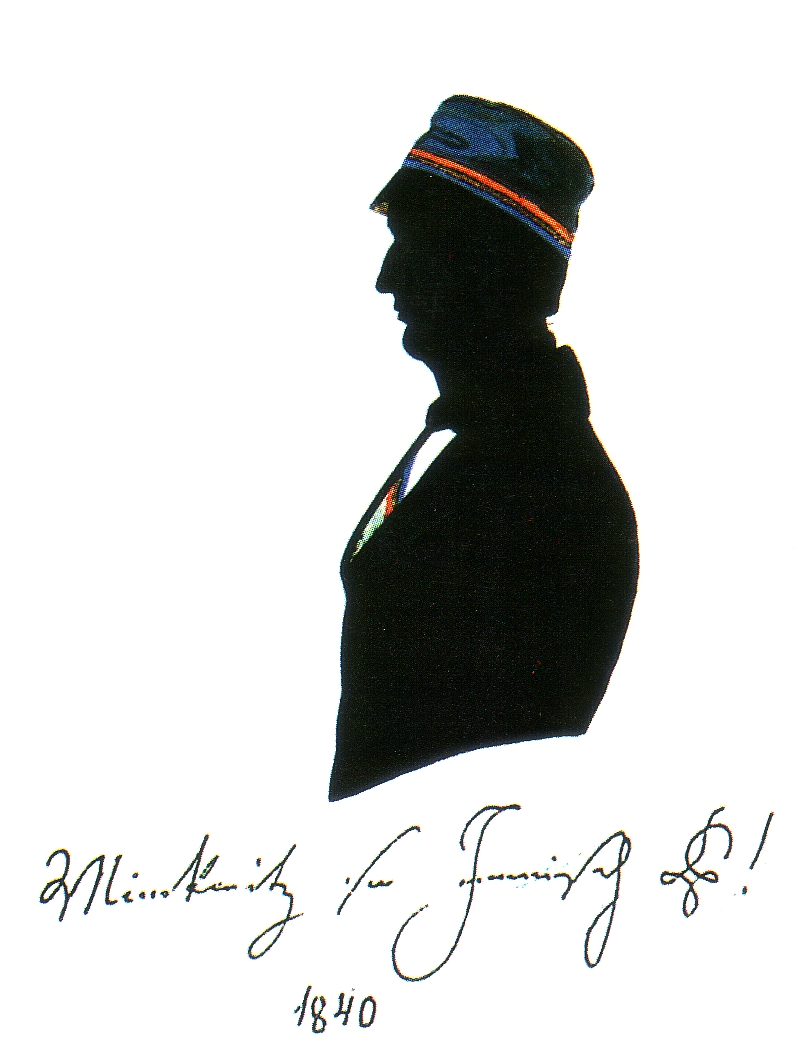
Minckwitz als Student der Lusatia

Heinrich Eduard Minckwitz (* 21. März 1819 in Lückersdorf, Königreich Sachsen; † 7. September 1886 in Dresden) war ein deutscher Richter. Als Freisinniger war er vor und nach der Deutschen Reichsgründung Mitglied des Reichstags.

## Leben
Minckwitz studierte von 1837 bis 1840 Rechtswissenschaft an der Universität Leipzig. 1840 wurde er im Corps Lusatia Leipzig aktiv. Mit einer Doktorarbeit über das Duell wurde er 1842 zum Dr. iur. promoviert. Er beschrieb die damalige studentische Fechtpraxis und nahm zur strafrechtlichen Beurteilung Stellung. Er wurde Advokat und Gerichtsdirektor in Dresden. 1848 gehörte er dem Vorparlament in der Frankfurter Paulskirche an. Als führender sächsischer Revolutionär organisierte er die halbmilitärischen Vaterlandsvereine. Da er sich 1849 am Dresdner Maiaufstand beteiligt hatte, wurde wegen Hochverrats angeklagt.
Gemeinsam mit Karl Mehnert und Gustav Philipp begründete er 1866 den Landwirtschaftlichen Kreditverein für das Königreich Sachsen. Von 1869 bis 1881 gehörte er als Vertreter des 17. städtischen Wahlkreises der II. Kammer des Sächsischen Landtags an. Bereits 1867 wurde er als Mitglied der Deutschen Fortschrittspartei und den Reichstagswahlkreis Königreich Sachsen 19 in den Reichstag des Norddeutschen Bundes gewählt. Nach der Reichsgründung saß er von 1871 bis 1878 im Reichstag. Er wurde 1871 erneut im Wahlkreis 19 und 1874 im Reichstagswahlkreis Königreich Sachsen 5 gewählt. Zuletzt wirkte er als Rechtsanwalt in Dresden.

## Werke
- De fundamento agendi. Leipzig 1842.
- Politisches Glaubensbekenntniß. Dresden 1848.
- An des Stadtgerichts zu Dresden Kriminalabtheilung. Dresden 1849 (Brief)
- Gutachten über die Verordnung des Bundespräsidiums vom 22. December : betreffend die Einführung der in Preußen geltenden Vorschriften über die Heranziehung der Militärpersonen zu Communalauflagen im ganzen Bundesgebiet. 1869.